# PULSAR: Lost Colony
PULSAR: Lost Colony ist ein Science-Fiction-Videospiel entwickelt von Leafy Games, LLC. Das Spiel wurde am 3. Oktober 2013 auf Steam Greenlight angenommen und am 31. Oktober 2013 erfolgreich auf Kickstarter.com finanziert. Das Spiel wurde am 25. Februar 2014 in einer Alpha-Version veröffentlicht.
PULSAR: Lost Colony ist ein Weltraum-Erkundungs-Spiel, in welchem eine prozedurale Galaxie mit einem spielergewählten Schiff generiert wird. Spieler bewegen sich durch mehrere Sternensysteme und können ihr Schiff verbessern / reparieren, wenn sie auf ein System mit einem Handelsposten stoßen. Kampfsysteme sind im Spiel vorhanden – der Spieler kann andere Schiffe angreifen und entern. Im Spiel gibt es fünf spielbare Klassen: einen Kapitän, einen Pilot, einen Ingenieur, einen Wissenschaftler und einen Waffenoffizier. Das Spiel besitzt Einzel- und Mehrspielermodi, beide Modi sind identisch.
Das Spiel enthält vier spielbare Fraktionen: die C.U (Colonial Union), W.D. Corporation, die A.O.G. (Alliance of Gentlemen) und die Fluffy Biscuit Company. In Zukunft wird eine Fraktion hinzugefügt: eine „Geheimfraktion“, die Polytechnic Federation. Für jede spielbare Fraktion stehen unterschiedliche Schiffe zur Verfügung: Intrepid, Roland und Outrider für die C.U.; W.D. Cruiser und W.D. Destroyer für die W.D. Corp, Stargazer und Carrier für die A.O.G und Fluffy One für die Fluffy Buiscuit Company. Jedes Schiff hat eigene Stärken und Schwächen. Die Entwickler planen die Fraktionen in die Geschichte einzubinden.

## Funktionen
Die derzeitigen PULSAR: Lost Colony Funktionen sind die folgenden
- Einzel- und Mehrspieler
  - Fünf Spieler Ko-Op Online oder LAN
  - Einzelspieler/Mehrspieler mit KI-Bots
- Vier Fraktionen
- Fünf Klassen
- Soundtrack
- Prozedural generierte Galaxie
  - Planeten
- Ironman-Modus (ohne Wiederbelebung)

### Geplante Funktionen
Als die Kickstarter-Seite für PULSAR: Lost Colony am 2. Oktober 2013 erstellt wurde, wurden mehrere Funktionen hervorgehoben die eingeführt werden sollten wenn die Ziele erreicht wurden. Die Ziele, die erreicht wurden, werden auf deren Website angezeigt. Das sind die geplanten Features:
- Verbesserter Soundtrack
- Sektoren Kommandeure
- Custom/Mega Galaxien
- Zwei zusätzliche geheime Schiffe
- ein von der Community erstelltes Spieler-Zentrum

Die Autoren der Website versprechen zu einem späteren Zeitpunkt weitere Informationen zu den geplanten Funktionen zu veröffentlichen.

## Gameplay
Die jetzigen Spielmechaniken von PULSAR: Lost Colony sind in einer frühen Phase und nicht Final. Die Kernmechanik dreht sich um das Erforschen einer prozedural generierten Galaxie, während des Erfüllens optionaler Missionen für Credits. Es gibt auch leichte Rollenspiel-Elemente, in Form von Klassen, die Erfahrungspunkte und Talentpunkte sammeln.
Diese Klassen bestehen aus einem Kapitän, einem Piloten, einem Ingenieur, einem Wissenschaftler und einem Waffenoffizier. Es kann nur ein Mitglied jeder Klasse in der fünfköpfigen Crew geben. Jede Rolle ist für die verschiedenen Funktionen verantwortlich, die für den Betrieb des Schiffes erforderlich sind:
- Der Kapitän überwacht die Besatzung und trifft Führungsentscheidungen, wie das setzen eines Kurses, Annahme oder Ablehnung von Befehlen und kann das Schiff in der Nähe einer Station umbauen. Der Kapitän kann auch kritische oder gefährliche Systeme freischalten, wie der Notsprung. Der Kapitän hat auch die Fähigkeit Talente für seine Mannschaft zu verbessern.
- Der Pilot ist verantwortlich für das Manövrieren des Schiffes, einschließlich des Navigierens um Objekte, Ausrichtung des Schiffes auf ein Zielleuchtfeuer, Ausweichmanöver während des Kampfes und Reparaturstationdocking. Es ist wichtig zu beachten, dass jedes Besatzungsmitglied das Schiff fliegen kann, solange der Ruderstand des Schiffes nicht besetzt ist.
  - Upgrade-Pfade umfassen Ausweichen, Persönliches Kampftraining und Navigation.

- Der Wissenschaftler nutzt die Sensoren des Schiffes, um Kontakte und Planeten zu scannen. Er kann erkennen, ob ein Planet einen Exo-Suit benötigt, Typ und Anzahl von Lebensformen an Bord von Schiffen oder auf der Planetenseite (jedoch erkennt er keine Roboter) und beginnt das Spiel mit einem Handscanner. Er forscht auch, indem er Proben von Planeten sammelt und sie in den Atomizer des Schiffes legt. Die Proben erzeugen dann eine Art von Forschungspunkt. Wenn die richtige Anzahl und Kombination von Forschungspunkten generiert wurde, können neue Talente erforscht werden. Wissenschaftler bedienen auch den Kommunikationsbildschirm, führen nützliche Programme vom Schiffscomputer aus (und senden schädliche Viren an feindliche Schiffe) und können als Schiffsarzt fungieren.
  - Upgrade-Pfade umfassen Hacking, Medizinische und Fortgeschrittene Forschung.
- Der Waffenspezialist verwaltet die Waffen auf dem Schiff, darunter Geschütztürme und Atomwaffen. Waffenoffiziere sind normalerweise diejenigen, die die Geschütztürme auf Schiffen bemannen, obwohl jedes Mitglied der Besatzung derzeit Geschütztürme benutzen kann.
  - Zu den Upgrade-Pfaden gehören Nukleartechnologie und erweiterte Waffensysteme.
- Der Engineer hat die Aufgabe, die lebenswichtigen Schiffssysteme ständig zu warten und zu reparieren sowie die Überhitzung der Triebwerke zu verhindern und den Energiefluss des Schiffes zu steuern. Sie laden auch den Warp-Antrieb auf und bringen das Schiff in Warp-Geschwindigkeit.
  - Upgrade-Pfade umfassen Triebwerk-Verbesserungen, Reaktor Energie Management und automatisierte Reparatur-Tools.

## Entwicklung
Im Juli 2012 wurde Leafy Games, LLC gegründet. Kurz nach der Gründung begann das Indie-Studio die Arbeit an ihrem ersten Spiel, PULSAR: Lost Colony, nach mehreren Versuchen an Prototypen für ein neues Spiel. Sie veröffentlichten ihren ersten „Devlog“ auf ihrem offiziellen Youtube-Kanal am 2. August 2013 genannt „PULSAR: Lost Colony – Video Devlog #0“. Seitdem haben sie das Spiel mehrmals mit neuen Funktionen aktualisiert. Sie haben für jede Station Funktionen für die Rolle des Kapitäns, Ingenieurs, Wissenschaftlers und Waffenoffiziers hinzugefügt wie: Befehle, die der Kapitän an die Spieler / Bots liefert, Schiffskerne, die vom Ingenieur jederzeit überwacht werden müssen, und Viren/Scans, die vom Wissenschaftler geliefert werden, und neue Waffen/Geschütztürme wurden den Schiffen hinzugefügt. Die Entwickler haben dem Spiel auch neue Schiffe und Planeten hinzugefügt. Das Spiel ist jetzt in Beta-Version 19.6.
Die Entwickler veröffentlichen auf ihrem Kanal unregelmäßig „devlogs“.